# 卡萊爾 (麻薩諸塞州)
卡萊爾（英語：Carlisle）是一個位於美國麻薩諸塞州米德爾塞克斯縣的鎮。

## 人口
根據2020年美國人口普查的數據，卡萊爾的面積為40.20平方千米，當中陸地面積為39.80平方千米，而水域面積為0.40平方千米。當地共有人口5237人，而人口密度為每平方千米130人。